# 톰 윌슨

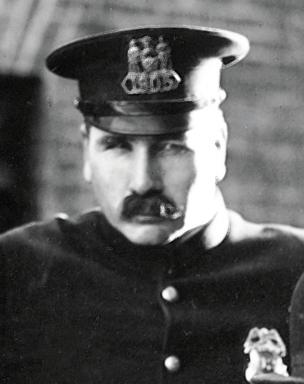

톰 윌슨(Tom Wilson, 1880년 8월 27일 ~ 1965년 2월 19일)은 미국의 연극 배우, 영화배우이다.
헬레나에서 태어났으며 로스앤젤레스에서 사망하였다.

## 영화
- 워락 (1959년)
- 쉐인 온 하베스트 문 (1944년)
- 요크 상사 (1941년)
- 캐슬 온 더 허드슨 (1940년)
- 그들은 밤에 달린다 (1940년)
- 데이 원트 포겟 (1937년) - 파머 인 코트룸 역
- 잠수함 D-1 (1937년)
- 더 캡틴스 키드 (1936년)
- 싱잉 키드 (1936년)
- 1937년의 황금광들 (1936년)
- 고 인투 유어 댄스 (1935년)
- 스윗 애더라인 (1934년)
- 더 치프 (1933년)
- 빅 보이 (1930년)
- 빅 하우스 (1930년)
- 싸움왕 버틀러 (1926년)
- 내 아내의 인간 관계 (1922년)
- 키드 (1921년)
- 교수 (1919년)
- 하루의 행락 (1919년)
- 본드 (1918년)
- 어깨 총 (1918년)
- 개의 삶 (1918년)
- 인톨러런스 (1916년)